# Corinantina
A corinantina é um alcalóide que se encontra nas espécies de Rauwolfia e Pausinystalia Trata-se de um dos dois diastereoisómeros da ioimbina, sendo o outro a rauwolscina. Também se esta relacionada com a ajmalicina.
A corinantina actua como um receptor adrenérgico alfa 1 e receptor adrenérgico alfa 2 antagonista com aproximadamente 10 vezes a selectividade para o primeiro em relação ao segundo. Isto contrasta com a ioimbina e a rauwolscina, que possuem cerca de 30 vezes maior afinidade para os receptores α2-adrenérgicos em relação aos receptores α1-adrenérgicos. Como resultado, a corinantina não é um estimulante (ou um afrodisíaco para o caso), mas um depressor, e provavelmente desempenha um papel nas propriedades anti-hipertensivas dos extractos de Rauwolfia. De maneira semelhante à ioimbina e rauwolscina, a corinantina também demonstrou possuir alguma actividade nos receptores de serotonina.